# Взвоз (Нижегородская область)
Взвоз — деревня в городском округе Семёновский Нижегородской области России.

## География
Деревня находится на правом берегу реки Керженец.

### Часовой пояс
Деревня Взвоз, как и вся Нижегородская область, находится в часовой зоне МСК (московское время). Смещение применяемого времени относительно UTC составляет +3:00.

## Население
| 2002 | 2010 |
| ---- | ---- |
| 22   | ↗30  |

### Национальный состав
Согласно результатам переписи 2002 года, в национальной структуре населения русские составляли 100 % из 22 чел.